# Município de Westfield (condado de Surry, Carolina do Norte)
Localização da Carolina do Norte nos E.U.A.
O município de Westfield (em inglês: Westfield Township) é um localização localizado no  condado de Surry no estado estadounidense da Carolina do Norte. No ano 2010 tinha uma população de 2.648 habitantes.

## Geografia
O município de Westfield encontra-se localizado nas coordenadas 36° 30′ 52,47″ N, 80° 43′ 55,25″ O.